# Evangelische Kirche Hilbeck

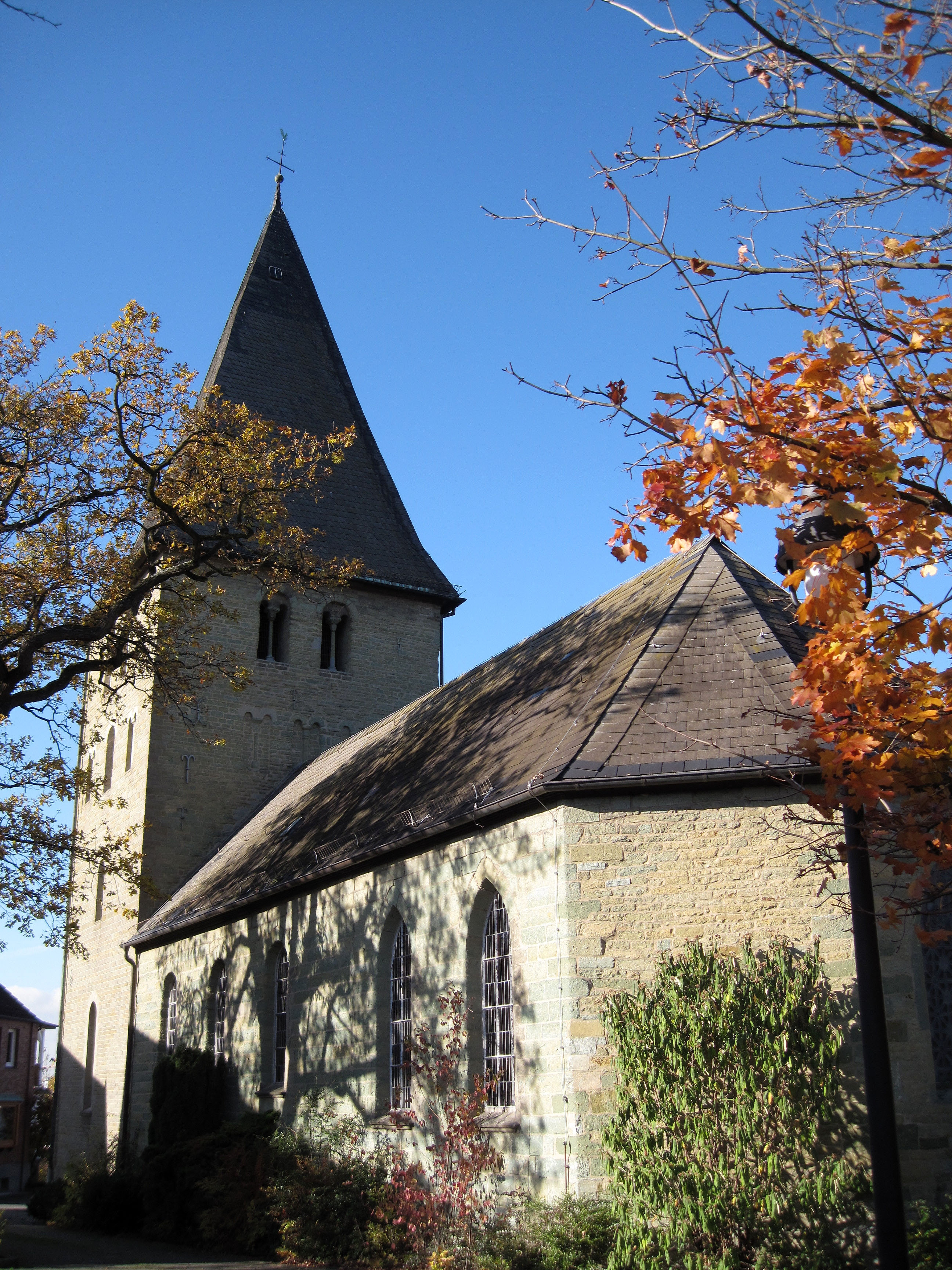
Evangelische Kirche

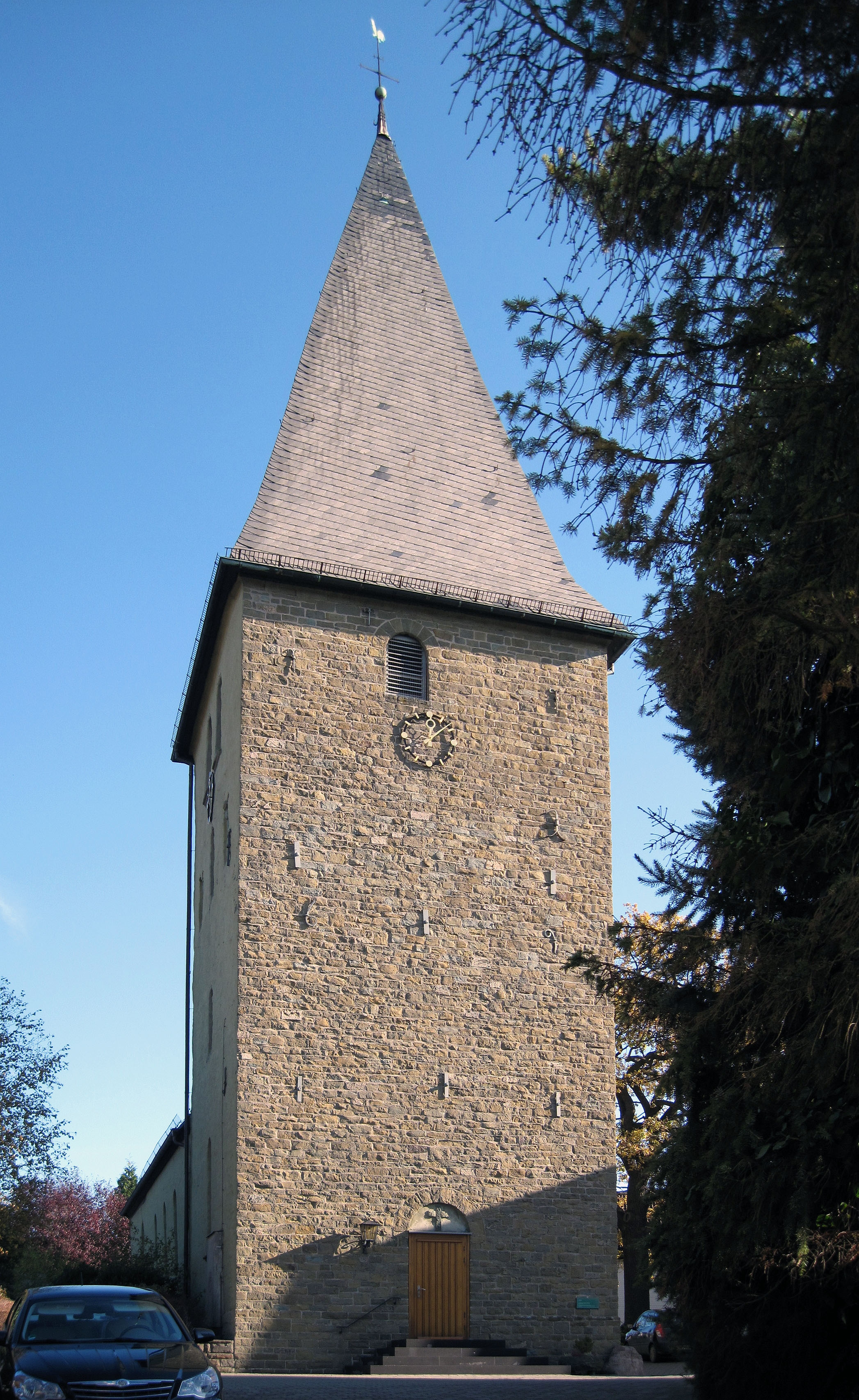
Frontansicht

Die evangelische Pfarrkirche ist ein denkmalgeschütztes Kirchengebäude in Hilbeck, einem Ortsteil von Werl im Kreis Soest (Nordrhein-Westfalen). Das ortsbildprägende Grünsandstein-Gebäude steht im historischen Teil des Dorfes.

## Geschichte und Architektur
Die Kirche war ursprünglich dem Hl. Sylvester geweiht. Sowohl der Turm als auch der Saalbau wurden im Wesentlichen im 12. Jahrhundert errichtet. Das Chorjoch mit einem 3/8-Schluss stammt aus dem 14. Jahrhundert. Der romanische Saal wurde in Grünsandstein errichtet und zum Teil geschlämmt. Vor dem 19. Jahrhundert wurde das Gewölbe im Chor durch eine Balkendecke ersetzt. Die Langhausfenster wurden 1883 vergrößert, gleichzeitig wurden die Portale auf der Nordseite vermauert. Von 1960/61 fand eine umfangreiche Renovierung statt, gleichzeitig wurde die Turmhalle zum Schiff durch eine Doppelarkade auf Eisenstützen geöffnet. Zwischen Chor und Schiff sind durch einen Schwibbogen auf Konsolen verbunden.

## Turm
Der massige Westturm ist außen genauso breit wie das Langhaus. In den Turm wurden 1883 rundbogige Fenster eingesetzt und das Westportal eingebrochen. Davor war nur ein Schlitzfenster vorhanden. Aus den beiden Untergeschossen wurde eines gemacht, dazu wurde die Balkendecke entfernt. Nachdem der Zementputz abgenommen war, wurde 1954 die Westwand neu verblendet. Die Schallöffnungen wurden teilweise durch Entfernen von Säulen und Zumauern verändert.

## Ausstattung
- Ein gemaltes Epitaph für Anna Margaretha von Galen Fridag ist mit 1620 bezeichnet
- Eine Bronzeglocke von 1748, Ton a' und zwei Stahlglocken von 1927 mit den Tönen dis’ und fis'.
- Grabstein von Pastor Gisbert Hinrich Sethmann (1679–1750)[4]

Ansichten
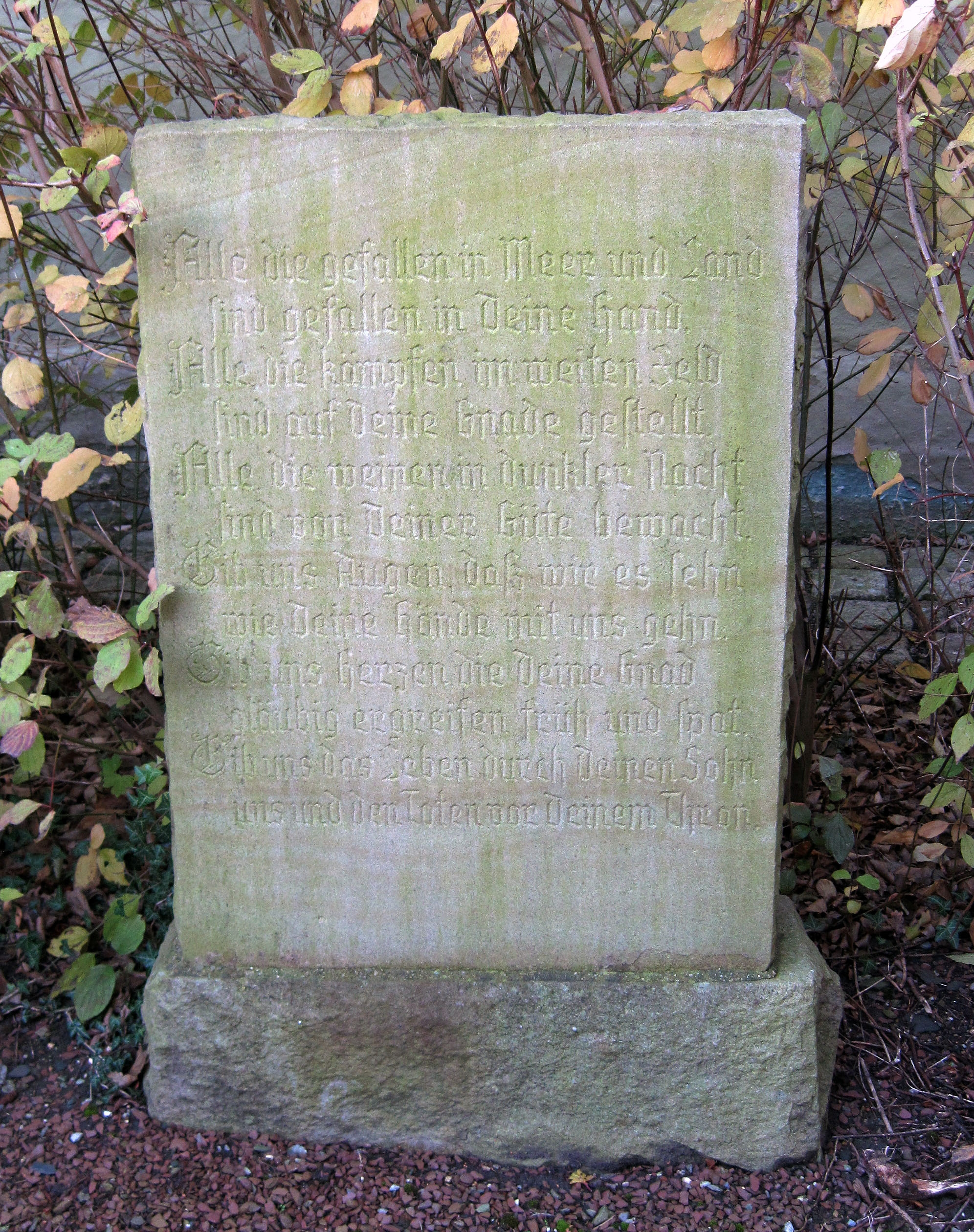
Gedenkstein für gefallene Soldaten
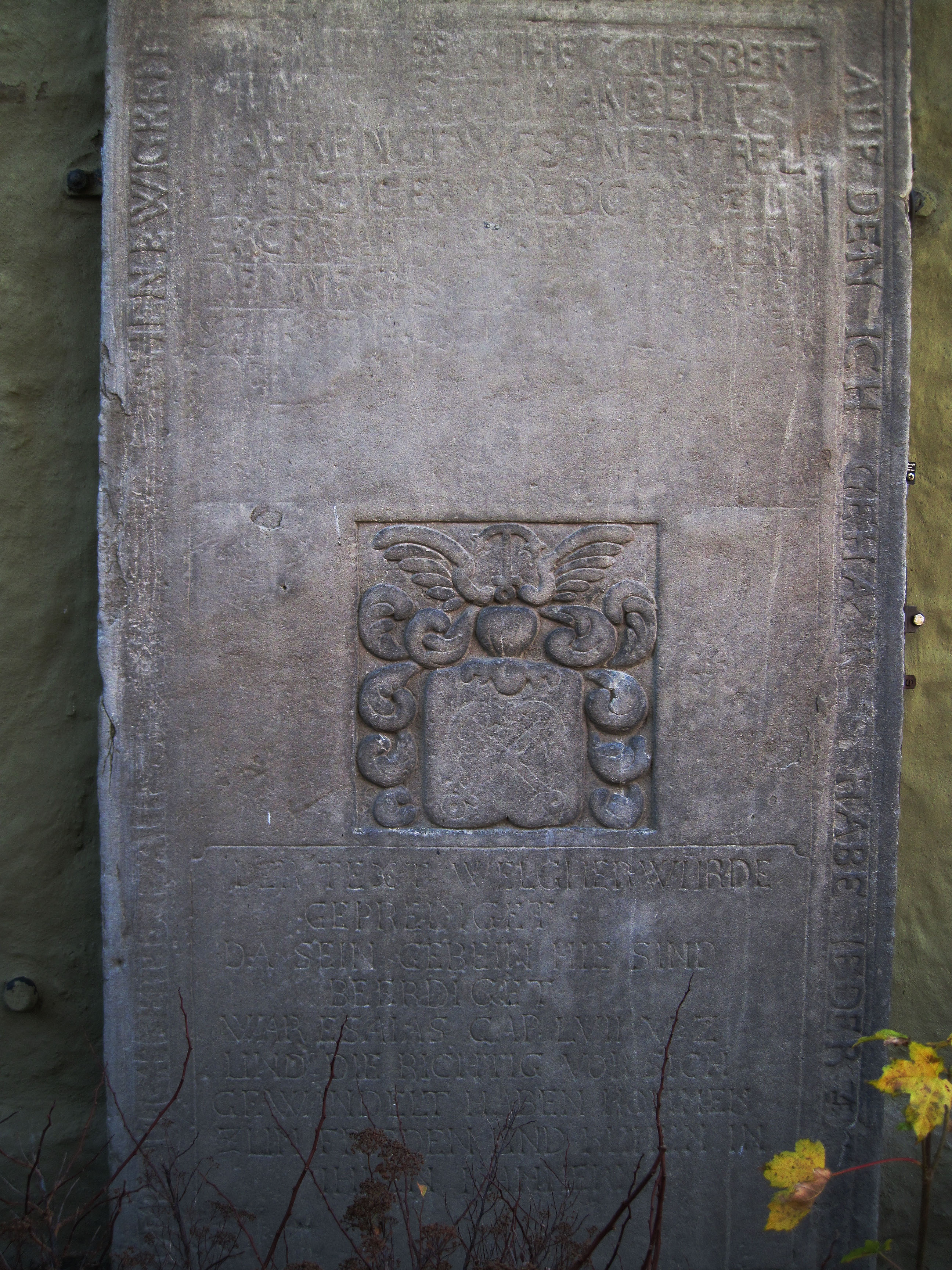
Grabplatte von Pastor Sethmann an der Außenwand der Kirche
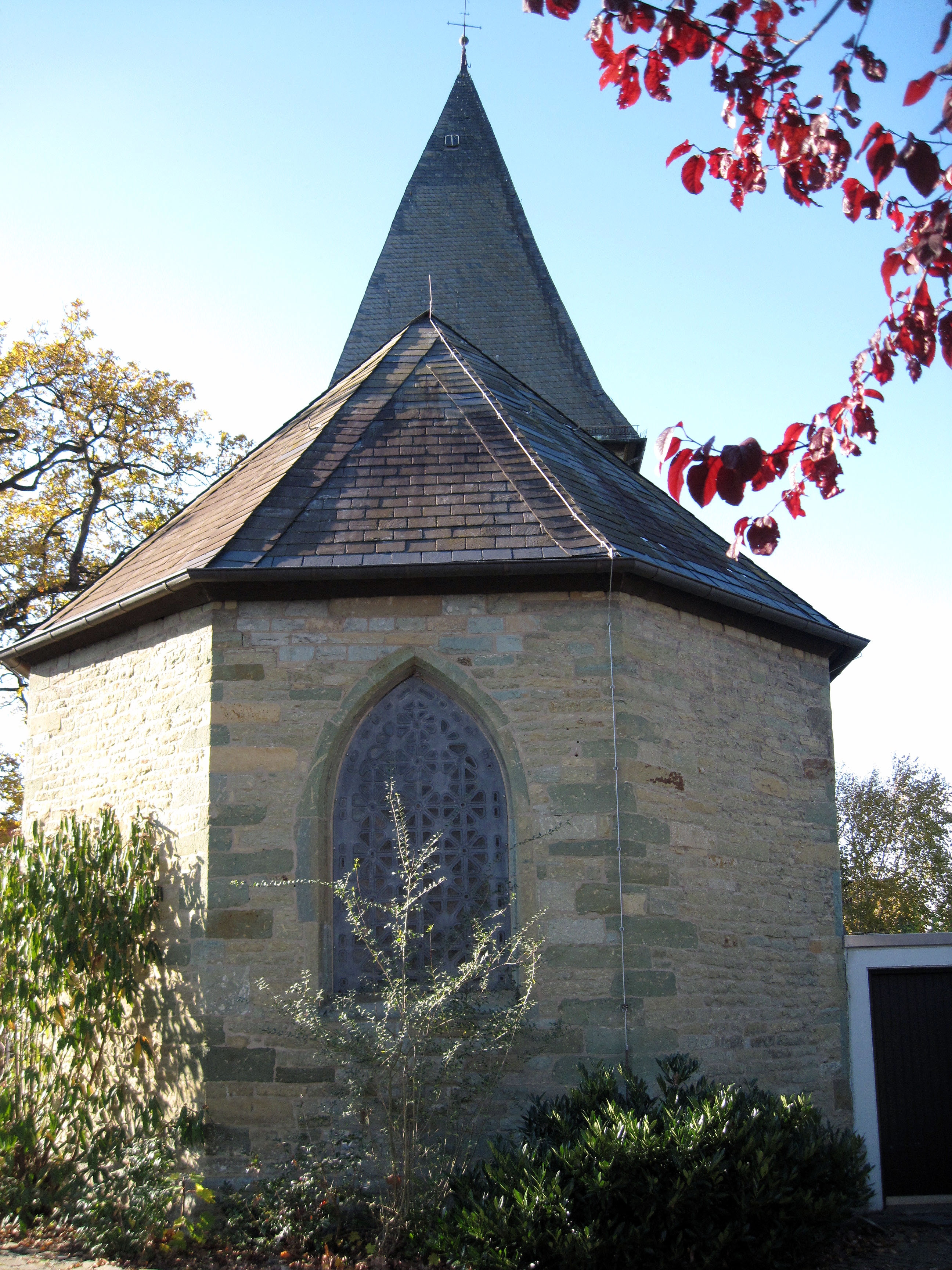
Rückansicht des Chors
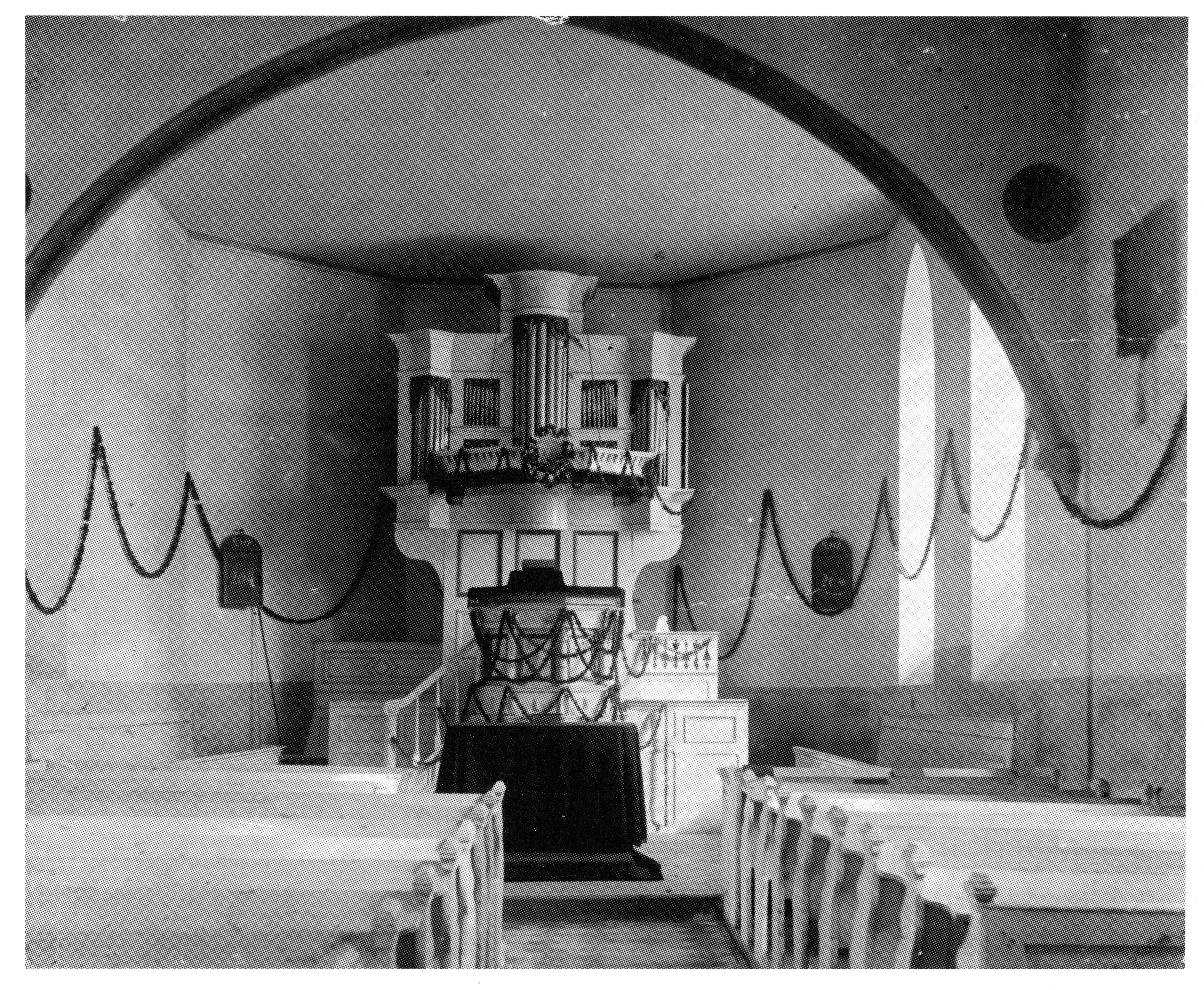
Historische Innenansicht von 1890 mit alter Orgel
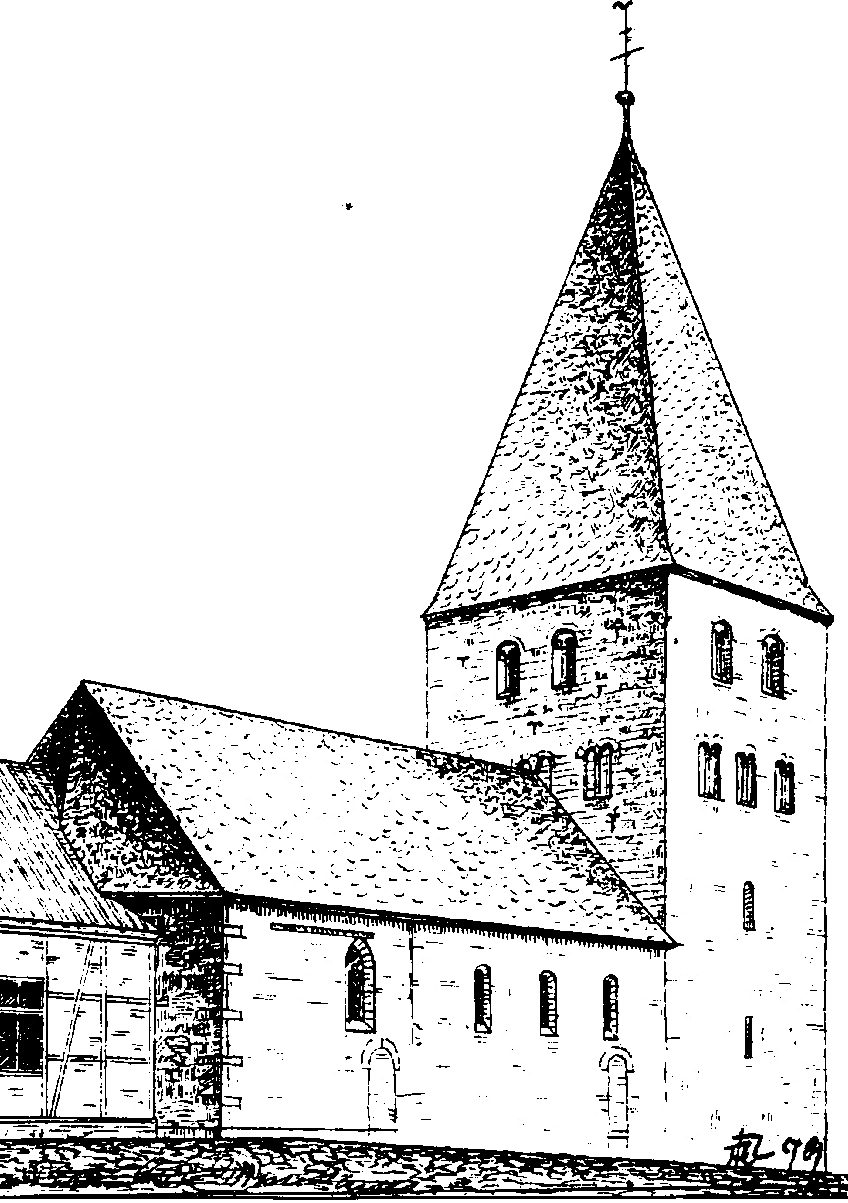
Zeichnung von 1879